# Grampó

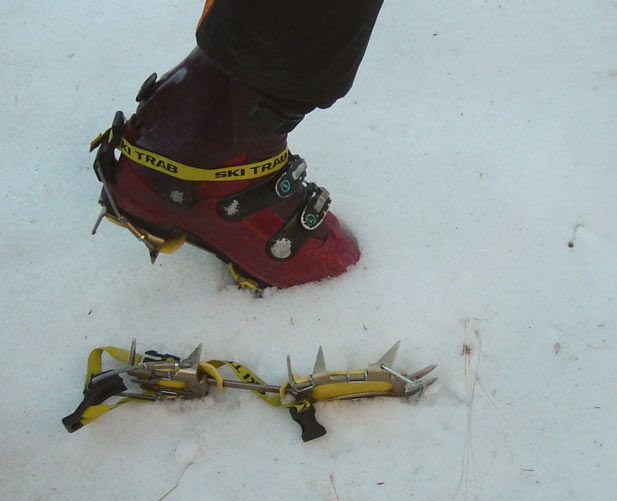
Grampons d'alumini i tanca ràpida. Es pot veure lantiboot de color groc.

Els grampons són elements metàl·lics adaptables a la sola de determinats tipus de bota per a fer possible o millorar l'adherència d'aquesta a les superfícies gelades o nevades.
Són formats per una estructura de la mateixa mida que la sola de la bota a la que s'adapten. De la part inferior d'aquesta estructura surten una sèrie de "puntes" esmolades que són les que penetren al gel. Eixes puntes sempre són formades de la mateixa peça de metall que l'estructura. La llargada de l'estructura és variable i es pot adequar a la mida de la bota. Cal un manteniment acurat de puntes, tanques i corretges.
Els grampons s'acostumen a equipar per la seva part inferior d'unes làmines de goma o plàstic que impedeix que la neu freda s'enganxi i formi els perillosos pans que –al guanyar volum- podrien impedir finalment el contacte del grampó amb la neu. Aquestos elements són coneguts, per manca d'un nom millor, com a "antiboots".
Existeixen dos tipus bàsics de grampons, segons l'ús a què siguin destinats:
- Grampons d'alumini, de deu o dotze puntes. Són del tipus de tanca ràpida, sense més que una feble corretja destinada a impedir l'obertura accidental de la tanca de talonera. Només s'utilitzen en botes rígides, habitualment les d'esquí de muntanya.
- Grampons d'acer, de dotze puntes i tanca ràpida. Estan destinats a botes rígides d'alta muntanya, d'alpinisme o escalada en gel. Tenen també corretges per l'assegurament de la tanca de talonera i que, a més, asseguren la puntera, ja que es tanquen entre els dos extrems i per sobre de la bota. Això és així perquè en alpinisme les sol·licituds sobre aquest material són a vegades molt violentes i és vital impedir que es desfermin sobtadament.

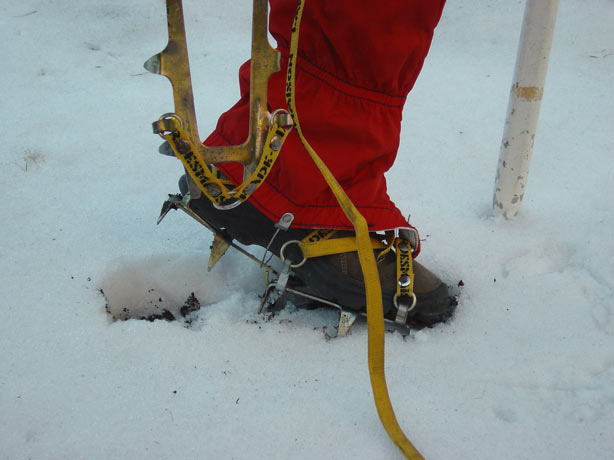
Grampons d'acer i dotze puntes, per ser fixats amb corretges una bota flexible.

- Grampons d'acer, de dotze puntes i de corretges, són els grampons destinats a botes flexibles o semi rígides, però aquestos no tenen tanca de cap classe i s'han d'afermar al peu amb corretges que es passen per sobre la bota d'un costat a l'altre i de davant cap al darrere. Són incòmodes de ficar i de treure i mentre s'utilitzen és freqüent d'haver de tensar les corretges sovint. Un altre factor d'incomoditat és la pressió que les corretges fan sobre el peu. A pesar dels seus inconvenients són l'única opció raonablement segura per equipar botes flexibles o de marxa.

Malgrat que la incompatibilitat de les botes flexibles i els grampons de tanca ràpida és evident i molt fàcil d'experimentar, és possible trobar al mercat botes d'aquesta classe i amb les entalladures precises per adaptar les tanques del grampons, cosa que de cap manera garanteix que es puguin utilitzar.